# سامویلوفسکی (آستراخان)
سامویلوفسکی (به لاتین: Samoylovsky) یک منطقهٔ مسکونی در روسیه است که در استان آستراخان واقع شده‌است.